# 양지고등학교 (세종)
양지고등학교(陽地高等學校)는 대한민국 세종특별자치시 도담동에 있는 공립 고등학교이다.

## 학교 연혁
- 2015년 3월 1일 : 양지고등학교 개교
- 2015년 3월 1일 : 초대 이승표 교장 부임
- 2015년 3월 2일 : 제1회 입학식(입학생 180명)
- 2017년 3월 2일 : 제3회 입학식(입학생 225명)

## 참고 자료
- 양지고등학교 - 한국교육학술정보원 학교알리미